# Hartelkanaal
Het Hartelkanaal is een kanaal in de Europoort. Het kanaal loopt tussen de linkeroever van de Oude Maas, vlak voordat deze samenstroomt met de Nieuwe Maas, en het Beerkanaal op de Eerste Maasvlakte. Het kanaal is geschikt voor binnenscheepvaart CEMT-klasse VIc. Het kanaal staat in open verbinding met de zee, en heeft dus ook een getij.
Het Hartelkanaal wordt voornamelijk gebruikt door de duwvaart, die erts en kolen vervoert vanaf het Europees Massagoed Overslagbedrijf en het Ertsoverslagbedrijf Europoort naar de Duitse staalindustrie. Het kanaal is genoemd naar de verdwenen buurtschap Hartel bij Spijkenisse.

## Geschiedenis
Het Hartelkanaal is aangelegd voor de binnenvaart, terwijl het parallel lopende Calandkanaal bedoeld was voor de zeescheepvaart. Het Hartelkanaal was door de Hartelsluizen gescheiden van de getijdenrivier de Oude Maas. Het was een zoetwaterkanaal zonder getijden; voor de binnenvaart was er een verbinding tussen beide kanalen gemaakt: de Rozenburgsesluis. Eind 1997 is de Beerdam tussen het Beerkanaal in de Europoort en het Hartelkanaal doorgestoken en zijn de Hartelsluizen geopend. Sindsdien is het Hartelkanaal een brakwater kanaal en is blootgesteld aan de invloed van het getij. Ter bescherming van het achterland tegen stormvloeden is daarom ter hoogte van Spijkenisse de Hartelkering aangelegd, die dezelfde functie heeft als de Maeslantkering. Deze kering staat staat normaal gesproken open.

## Bruggen
Over het kanaal liggen van oost naar west de volgende bruggen:
| Nr.: | Naam:        | Soort:                                                                                    | Traject:                                         | Afbeelding: |
| ---- | ------------ | ----------------------------------------------------------------------------------------- | ------------------------------------------------ | ----------- |
| 1    | Hartelbrug   | verkeersbrug (basculebrug en liggerbrug)                                                  | Botlek - Oostvoorne (Hartelweg)                  |             |
| 2    | Harmsenbrug  | verkeersbrug (basculebrug en tuibrug)                                                     | Rozenburg - Middelburg                           |             |
| 3    | Suurhoffbrug | a) verkeersbrug rijrichting oost (boogbrug) b) verkeersbrug rijrichting west (liggerbrug) | Europoort - Bemmel                               |             |
| 3    | Suurhoffbrug | c) spoorbrug (tuibrug)                                                                    | Maasvlakte - Kijfhoek (Havenspoorlijn Rotterdam) |             |